# Толмасов, Олег Александрович
Олег Александрович Толмасов (23 апреля 1995 года, Северная Осетия, Россия) — российский футболист, защитник.

## Биография
Воспитанник осетинского футбола. Начинал карьеру в молодежных командах «Алании» и «Кубани». С 2015 по 2017 годы выступал в Грузии за клубы первой и второй лиги. В 2019 году Толмасов после игр в чемпионате Крыма вернулся в эту страну и подписал контракт с коллективом Эровнули-лиги «Рустави». Провел за него в чемпионате только одну игру, а его команда покинула элиту.
В начале 2020 года перешел в клуб узбекской Суперлиги «Кызылкум». Дебютировал 1 марта в матче первого тура против «Насафа» (1:3).